# Liste der Bürgermeister von Velbert
Die Liste der Velberter Bürgermeister ist die Geschichte der Bürgermeister von Velbert und der 1975 eingemeindeten Städte Langenberg und Neviges. Der letzte Bürgermeister Velberts vor der Eingemeindung, Heinz Schemken, wurde der erste gemeinsame Bürgermeister.

## Bürgermeister bis 1975

### Velbert
| Amtszeit  | Name                                | Partei / Anmerkung |
| --------- | ----------------------------------- | ------------------ |
| 1808–1811 | Johannes Mohn                       |                    |
| 1811–1813 | Johann Peter Kölver                 |                    |
| 1813–1825 | Notar Friedrich Servaes             |                    |
| 1825      | Leutnant Schulz                     |                    |
| 1828–1833 | Peter Banniza                       |                    |
| 1833–1851 | Albert Theodor Ludwig Lohde         |                    |
| 1851–1862 | Carl Wilhelm Sternberg              |                    |
| 1863–1865 | Hippe                               |                    |
| 1865      | Premierleutnant Hamm                | kommissarisch      |
| 1866      | Premierleutnant von Rettberg        | kommissarisch      |
| 1866      | Leutnant Bilken                     | kommissarisch      |
| 1866–1876 | Otto Held                           |                    |
| 1876–1877 | Alwill Bäumer und Richard Birckmann | kommissarisch      |
| 1877–1910 | Rudolf Thomas                       |                    |
| 1911–1919 | Georg Deiter                        |                    |
| 1920–1945 | Leopold Tweer                       | NSDAP              |
| 1945–1946 | Anton De Visscher                   |                    |
| 1946–1947 | Hans Kohler                         | SPD                |
| 1947–1950 | Martin Rosik                        | SPD                |
| 1950–1951 | Friedrich Küpper                    | CDU                |
| 1951–1952 | Gustav Lückenhaus                   | FDP                |
| 1952–1954 | Martin Rosik                        | SPD                |
| 1954–1956 | Willi Vedder                        | CDU                |
| 1956–1959 | Eduard Bovensiepen                  | SPD                |
| 1959–1961 | Hans-Günter Steinhauer              | SPD                |
| 1961–1967 | Hans Otto Bäumer                    | SPD                |
| 1967–1969 | Franz Waider                        | SPD                |
| 1969–1974 | Heinz Schemken                      | CDU                |

### Langenberg
| Amtszeit  | Name                  | Partei / Anmerkung                                       |
| --------- | --------------------- | -------------------------------------------------------- |
| 1864–1900 | Johann Daniel Frowein |                                                          |
| 1900–1911 | Carl Terjung          |                                                          |
| 1912–1936 | Konrad Angermann      |                                                          |
| 1936–1945 | Walter Penner         | NSDAP                                                    |
| 1945      | Adalbert Colsman      |                                                          |
| 1945–1946 | Wilhelm Benoit        |                                                          |
| 1946      | Walter Altenkamp      | CDU                                                      |
| 1946–1948 | Emil Heinenberg       | SPD                                                      |
| 1948–1949 | Karl Linder           | SPD                                                      |
| 1950–1951 | H. H. Janssen         | Beauftragter der Aufsichtsbehörde, Kreistagsabgeordneter |
| 1951      | Paul Müser            | CDU                                                      |
| 1952–1954 | Karl Linder           | SPD                                                      |
| 1954–1956 | Paul Müser            | CDU                                                      |
| 1956–1961 | Heinrich Ellinghaus   | SPD                                                      |
| 1961–1964 | Wilhelm Teleu         | CDU                                                      |
| 1964–1970 | Heinrich Ellinghaus   | SPD                                                      |
| 1970–1974 | Wilhelm Teleu         | CDU                                                      |
| 1974      | Werner Piotrowski     | CDU                                                      |

### Neviges
| Amtszeit  | Name                 | Partei / Anmerkung |
| --------- | -------------------- | ------------------ |
| 1869–1892 | Gerhard Paulussen    |                    |
| 1892–1901 | Hermann Klein        |                    |
| 1901–1923 | Friedrich Höhfeld    |                    |
| 1924–1926 | Walter Hof           |                    |
| 1927–1938 | Emil Hochstein       |                    |
| 1939–1945 | Walther Moll         | NSDAP              |
| 1945      | Emil Uesseler        | KPD                |
| 1945      | Ernst Obermann       | SPD                |
| 1945–1946 | Willi Willebrand     | CDU                |
| 1946–1948 | Otto Wilkesmann      | CDU                |
| 1948–1961 | Ewald Jochem         | SPD                |
| 1961–1964 | Friedrich Neuenhagen | CDU                |
| 1964–1967 | Heinrich Löhe        | FDP                |
| 1967–1974 | Willy Anker          | CDU                |

## Stadtoberhäupter ab 1975

### Stadtdirektoren
| Amtszeit  | Name                   | Partei / Anmerkung |
| --------- | ---------------------- | ------------------ |
| 1975–1987 | Hans-Günter Steinhauer | SPD                |
| 1987–1995 | Reinhard Fingerhut     | SPD                |
| 1995–1999 | Hanns-Friedrich Hörr   | CDU                |

### Bürgermeister ab 1975
| Amtszeit  | Name                 | Partei / Anmerkung                             |
| --------- | -------------------- | ---------------------------------------------- |
| 1975–1984 | Heinz Schemken       | CDU                                            |
| 1984–1989 | Klaus Mühlhoff       | SPD                                            |
| 1989–1998 | Heinz Schemken       | CDU                                            |
| 1998–1999 | Bernd Tondorf        | CDU                                            |
| 1999–2004 | Hanns-Friedrich Hörr | CDU                                            |
| 2004–2014 | Stefan Freitag       | parteilos (unterstützt durch CDU, SPD und FDP) |
| seit 2014 | Dirk Lukrafka        | CDU                                            |